# 펜티엄 듀얼 코어
펜티엄 듀얼 코어(Pentium Dual-Core) 또는 펜티엄 E(Pentium E) 상품은 인텔에서 출시된 엔트리 모델 x86 아키텍처 마이크로프로세서를 일컫는다.
32 비트 요나 또는 64 비트 코어 2 프로세서에 기반을 둔 채 각각 휴대용 컴퓨터와 데스크톱 컴퓨터에 맞춰 개발되었으며, 이후 코어i시리즈로 개량되면서 샌디브리지, 아이비브리지, 하스웰, 스카이레이크, 카비레이크  프로세서에 기반하여 제작된다.
펜티엄 듀얼 코어 이후의 펜티엄 브랜드는 코어2, 코어i시리즈에 종속된 형태를 보인다. 노트북 프로세서는 533MHz의 FSB를, 데스크톱 프로세서는 800MHz의 FSB를 갖는다.
데스크톱 펜티엄 듀얼 코어의 종류에는 65 nm 공정으로 제조된 펜티엄 E2140 - E2220가 있으며, 각각 클럭은 1.6 GHz~2.4GHz까지 200MHz씩의 차이가 존재한다. 45 nm 공정으로 제작된 E5200도 있으며, 2.5GHz의 작동속도를 가진다. E5200은 다른 45 nm 인텔 코어 2 프로세서와 달리 SSE4.1은 제외되어 있다.
이후 코어i시리즈에서도 코어i3의 하위기종으로써 명맥을 이어가며, 보급형 제품군을 담당하게 되었다.
현재 가장 빠른 인텔 펜티엄 듀얼 코어 CPU는 카비레이크 G4620으로 3.7GHz의 클럭 속도를 가진다.

## 프로세서 코어

### 펜티엄 E

#### 콘로(Conroe, 65nm)
2006년, 인텔에서는 펜티엄 D의 뒤를 잇는 펜티엄 듀얼 코어 CPU를 출시하였다. 코드명은 콘로(Conroe)이며, 싱글코어 제품군에는 펜티엄4, 셀러론, 그리고 인텔이 출시한 마지막 싱글코어인 코어2시리즈보다 약간(3년) 늦게 발표된 코어2솔로(2009년)가 있다.
가 발표되었으며 펜티엄4와 셀러론 CPU가 출시된뒤에는 듀얼코어 제품군인 코어2듀오, 코어2쿼드, 코어2 익스트림 제품군을 차례로 발표하였다. 싱글 코어인 펜티엄4, 펜티엄 듀얼코어, 코어2솔로는 L2 캐시가 모두 동일하게 1 MB이며, 셀러론 시리즈는 512 KB이다. 콘로형,울프데일형 펜티엄 듀얼코어 시리즈는 (울프데일, 콘로) 코어2 시리즈의 종속된 형태를 보인다. 콘로 제품군은 E2140(1.6 GHz)~E2200(2.4 GHz)까지 있으며, 울프데일 제품군은 E5200(2.5 GHz)~E6700(3.2 GHz)제품군이 있다. 또한 모든 펜티엄4, 펜티엄 듀얼코어 제품군이 LGA 775 소켓을 지원하는 65 nm(콘로),45 nm(울프데일)기반의 32/64비트 프로세서이다.

#### 울프데일(Wolfdale, 45 nm)
2008년 8월 31일, 인텔은 첫 번째 FSB 800 MHz 계열 울프데일 코어 기반 펜티엄 듀얼 코어 CPU인 E5200를 출시하였다. 이는 최대 2MB의 L2 캐시와 65 nm 공정의 콘로 펜티엄 듀얼코어 E21xx 시리즈보다 아키텍처가 향상되고 명령어가 추가되었으며 콘로 제품군 CPU보다 높은 2.5GHz의 클럭 속도를 가진다. E5xxx번대 시리즈에 이어 2009년에는 FSB 1066MHz계열 E6xxx번대 시리즈의 펜티엄 듀얼코어도 출시되었다.
E5000 제품군은 다른 울프데일 기반의 코어 2 프로세서와 달리 SSE4.1이 제외되어 있다.

#### 요나(Yonah, 65 nm)
2006년 1월에 노트북 프로세서로 출시한 인텔 펜티엄 듀얼 코어의 코드명이다. 프로세서 번호는 T2060, T2080, T2130이다. 다른 말로 펜티엄 M (요나 코어)로 불리며, 인텔 코어 듀오 T2050에 기반을 두었다. L2 캐시는 최소 1 MB에서부터 최대 2 MB이다. 533MHz의 FSB를 가진다.

#### 앨런데일(Allendale, 65 nm)
2007년 6월 3일 앨런데일 코어의 펜티엄 듀얼 코어 E2140과 E2160을 출시하였다. E2180 모델은 2007년 9월 3일 출시하였다. 기반은 Core 2 Duo E4300 프로세서이며 L2 캐시는 최소 1 MB 최대 2 MB이다. 800MHz의 FSB를 가지며 셀러론 버전은 512KB의 L2 캐시를 가진다.

#### 펜린(Penryn, 45 nm)
펜린 코어의 인텔 펜티엄 듀얼 코어는 모바일 버전으로 출시되었다. 800MHz의 FSB를 가지며. 종류는 T4200(2008년 12월) 와 T4400 등이 존재한다.

### 펜티엄 G

#### 샌디브릿지 (andybridge, 32 nm)
샌디브리지 기반의 인텔 펜티엄 듀얼 코어는 모바일 버전과 데스크톱 버전으로 출시되었다. 종류는 G560과 G620, G840, G850 등이 존재한다.

#### 아이비브릿지 (Ivybridge, 22 nm)
아이비브리지 기반의 인텔 펜티엄 듀얼 코어는 G2130, G2120 등의 데스크톱 버전과 2117U, 2020M 등의 모바일 버전이 존재한다, 출시일은 2012년 3분기였으나 2013년 1월 이후로 미루어져 출시되었다.

#### 하스웰 (Haswell, 22 nm)
2013년 9월, G3430 ,G3420, G3220라는 명칭으로 하스웰 기반의 펜티엄 듀얼 코어가 출시되었다.
그리고 2014년 5월, 코어i3/i5/i7과 함께 하스웰 리프레시 프로세서로 교체된 펜티엄 하스웰 리프레시 G3440이 출시되었다. 클럭수는 3.3Ghz이다.
또 2014년 7월, 인텔이 펜티엄이란 브랜드가 나온지 20주년 기념으로 배수락이 해제된 G3258을 출시한다. G3258은 다른 시리즈들과는 다르게 DDR3-1333까지만 지원한다. 기본클럭은 3.2Ghz이다.

#### 스카이레이크 (Skylake, 14nm)
2015년 10월달에 출시되었고, 데스크톱 버전은 G4400, G4500, G4520이 있다. 저전력 버전은 G4400T, G4500T 등이 있다. DDR4를 지원한다.

#### 카비레이크 (kabylake, 14nm)
2017년 출시 된 카비레이크 펜티엄은 G4560, G4600, G4620등이 있으며 하이퍼쓰레딩(2코어 4쓰레드)을 지원하여 가격 대 성능 비율이 좋아졌다.
발열, 전력소모의 효율이 상당히 뛰어나, 데스크탑용 G4560을 그대로 넣은 노트북도 판매되고 있다.

## 같이 보기
- 펜티엄
- 인텔 펜티엄 마이크로프로세서 목록